# بروادلاند (داکوتای جنوبی)
بروادلاند(به انگلیسی: Broadland) شهری در ایالت داکوتای جنوبی کشور ایالات متحده آمریکا است که جمعیت آن در سرشماری سال ۲۰۱۰ میلادی، ۳۱ نفر بوده‌است.